# 登莱胡同
登莱胡同，是位于中国北京市西城区南部的一条胡同。

## 简介
登莱胡同位于广安门内大街西端南侧。原先北到广安门内大街，南到宣武体育场（今广安体育馆）北围墙，折向西至南线阁街，长518米，平均宽度4米。明朝时称为干面胡同，属于白纸坊。清朝时沿用干面胡同的名称。胡同内有宝应寺。清朝《宸垣识略》记载：“宝应寺在广安门东南，地名南燕角，相传唐刹也。”宝应寺旁边有山东登莱胶寄骨所（登莱胶是指山东省的登州、莱州、胶州），迤南是登莱胶义地，又称山左义地（今为广安体育馆所在处）。中华人民共和国成立前，宝应寺及其四周都是义地以及旷地，极少有居民。中华人民共和国成立后，干面胡同及宝应寺附近逐渐形成街巷。1965年北京市整顿地名，将干面胡同更名为“登莱胡同”。宝应寺后来被列为宣武区文物保护单位。
2007年，宣武区计划在2007年内完成四条道路的建设，这四条道路分别为：广安胡同、马连道一号地周边道路、槐柏树街、登莱胡同2008年，登莱胡同改造竣工。登莱胡同紧邻宣武区唯一的2008年北京奥运会训练场馆广安体育馆。南起白广路二条，向北沿着广安体育馆东围墙、北围墙，西到南线阁街，北到广安门内大街。